# Jan op den Velde
Jan op den Velde (Zaandam, 11 juli 1931 – Hilversum, 3 februari 2022) was een Nederlands roeier. Hij vertegenwoordigde Nederland eenmaal op de Olympische Spelen, maar won bij die gelegenheid geen medaille.

## Loopbaan
Hij maakte op 21-jarige leeftijd zijn olympisch debuut op de Olympische Spelen van 1952 in Helsinki. Hij nam deel bij het roeien aan het onderdeel vier zonder stuurman. De roeiwedstrijden zouden initieel plaatsvinden in het speciaal hiervoor gebouwde kano- en roeistadion bij Taivallahti, maar door de Internationale Roeifederatie was deze accommodatie in verband met de windgevoeligheid afgekeurd. Hierdoor moest er uitgeweken worden naar een tijdelijk aangelegde roeibaan bij Meilahti, op circa 3 km afstand van het Olympisch Stadion. Het Nederlandse viertal werd in de eerste ronde vierde en laatste met een tijd van 6.56,9. In de herkansing tegen Italië werd het tweede in 6.50,3 en was zodoende uitgeschakeld. 
In zijn actieve tijd was hij aangesloten bij studentenroeivereniging Laga in Delft. Hij werd civiel ingenieur.
Jan op den Velde overleed in 2022 op 90-jarige leeftijd.

## Palmares

### Roeien (vier zonder stuurman)
- 1952: herkansing OS - 6.50,3

### Roeien (acht)
- 1951:  EK in Mâcon

Jan op den Velde · 
Frits de Voogt · 
Kees van Vugt · 
Ruud Sesink Clee